# Canadian Space Agency
Die Canadian Space Agency (CSA) bzw. wegen der staatlichen kanadischen Zweisprachigkeit gleichberechtigt auch französisch Agence spatiale canadienne (ASC) ist die kanadische Weltraumbehörde. Sie wurde im März 1989 gegründet. Die CSA/ASC hat rund 900 Angestellte, die überwiegend am Hauptsitz John H. Chapman Space Centre in Longueuil beschäftigt sind. Aufgrund der vielfältigen Projekte und zukünftigen Missionen wurde im Jahr 2004 ein Mission Control Center am Hauptsitz eingerichtet. Das Budget der Behörde betrug im Jahr 2013 489 Millionen kanadische Dollar.
Seit dem 2020 ist Lisa Campbell Präsident der CSA/ASC. Die Canadian Space Agency ist Vollmitglied des Consultative Committee for Space Data Systems (CCSDS) und im Inter-Agency Space Debris Coordination Committee (IADC).

## Geschichte

### 1839 bis 1883
1839 errichtete der irische Astronom Sir Edward Sabine an der University of Toronto das Observatorium Toronto Magnetic and Meteorological Observatory, Kanadas erste Einrichtung dieser Art. Mit dem Observatorium wollte Sabine die Theorien von Edmund Halley von 1716 erforschen, ob sich Polarlichter tatsächlich nur um die Magnetfelder der Erde bilden. An der Universität wurde im selben Jahr das meteorologische Institut Meteorological Service of Canada an der University of Toronto gegründet.
1882–1883 wurde das erste internationale Polarjahr abgehalten, in dem diverse Messungen und Forschungen durchgeführt wurden.

### 1900 bis 1959
1916 – während des Ersten Weltkriegs – beschloss die kanadische Regierung die Zusammenlegung mehrerer Forschungseinrichtungen. Daraus folgte die Bildung des Ausschusses Honorary Advisory Council on Scientific and Industrial Research. Aus diesem entwickelte sich die staatliche Behörde National Research Council of Canada (NRCC), das am 19. Juni 1925 gegründet wurde.
Die kanadische Raumfahrt wurde wesentlich von dem Weltraumforscher John Herbert Chapman (1921–1979) beeinflusst.
1932–1933 wurde das zweite internationale Polarjahr abgehalten. Eine Fortsetzung dessen war von 1957 bis 1958 wurde das internationale Geophysikalische Jahr, als die Sonnenaktivität sehr hoch war. Zeitgleich wurde in Kooperation mit den US-Amerikanern der Raketenstartplatz Churchill Research Range in Manitoba gebaut, von der bis 1989 rund 3.500 kleinere Raketen für Untersuchungen der Erdatmosphäre gestartet wurden. Als die Sowjets ihren Sputnik-Satelliten starteten, wurden die Signale vom militärisch-zivilen Forschungsinstitut Defence Research Telecommunications Establishment, das von Chapman geleitet wurde, aufgezeichnet.
Am 8. November 1958 wurde Nike Cajun, die erste Höhenforschungsrakete, gestartet, die mit kanadischen Instrumenten die Atmosphäre erforschte.

### 1959 bis 1980

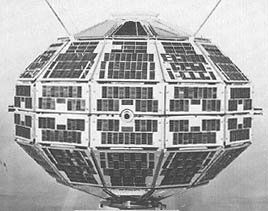
Der erste kanadische Satellit: Alouette 1 (1962)

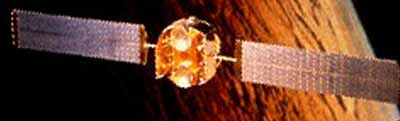
Hermes Kommunikationssatellit 1976

Im Jahr 1959 wurde die US-amerikanische Raumfahrtbehörde NASA beauftragt, den ersten kanadischen Satelliten Alouette 1 zu bauen. Mit dem Start im Jahr 1962 läutete Kanada sein Weltraumprogramm ein. Der Satellit wurde von der Vorgängerorganisation der heutigen CSA/ASC ins All geschickt. Das Programm war für ein Jahr angesetzt, wurde jedoch wegen der positiven Entwicklung auf zehn Jahre verlängert. Diesem Erfolg folgte ein Programm, mit dem die Ionosphäre mithilfe von Satelliten erforscht werden sollte. Da Kanada jedoch nicht über eigene Raketenstartplätze verfügte, wurden die Satelliten von der NASA vom Militärflugplatz Vandenberg Air Force Base in Kalifornien in die Umlaufbahn der Erde gebracht.
1972 wurde Anik A1 gestartet, der der erste geostationäre Kommunikationssatellit Kanadas war und der von der kanadischen Firma Telesat Canada betrieben wurde. 1973 folgte der zweite Telekommunikationssatellit Anik A2. Der Satellit übertrug Telefon-, Fernseh- und Radiosignale und versorgte den Norden Kanadas.
1974 beauftragte die NASA Kanada mit dem Bau des als Canadarm genannten Shuttle Remote Manipulator Systems (SRMS), einem Roboterarm für das Space Shuttle.
Am 3. Mai 1975 wurde der Telekommunikationssatellit Anik A3 mit einer Delta-Trägerrakete gestartet. Zu Forschungszwecken wurde 1976 der Hermes Communications Technology Satellite eingesetzt. Am 15. Dezember 1978 wurde Kanadas vierter Kommunikationssatellit Anik B gestartet.
Am 1. Januar 1979 vereinbarten die damalige kanadische Raumfahrtorganisation mit ihren europäischen Partnern eine Zusammenarbeit für die folgenden fünf Jahre. Im selben Jahr wurde das Unternehmen Inmarsat (International Organization for Satellite Communications) gegründet, um die Sicherheit auf See mittels Mobilfunk über Satelliten zu erhöhen.
1980 arbeitete die kanadische Raumfahrtagentur am europäischen Olympus-Programm mit. Kanada war zu 11 % an der Mission beteiligt und lieferte Solarpanele sowie weitere Komponenten. Des Weiteren wurde der 1 Milliarde Dollar teure Satellit im David Florida Laboratory auf Weltraumtauglichkeit getestet. Im selben Jahr wurde mit weiteren G7-Staaten die internationale Kommission IEEE Committee on Earth Observation gegründet.

### 1981 bis 1999

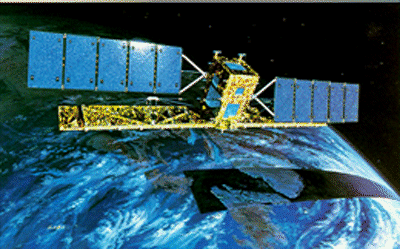
Radarsat

Am 13. November 1981 wurde der neue Canadarm erstmals mit dem Space Shuttle Columbia ins Weltall gestartet.
1982 wurde der Telekommunikationssatellit Anik D1 mit einer Delta-Trägerrakete gestartet.
Am 29. September 1982 begann das kanadische Astronautenprogramm, nachdem die NASA kanadische Astronauten zum Mitflug einlud.
Am 22. Juni 1983 wurde erstmals mit dem Canadarm ein Satellit aus einem Space Shuttle ausgesetzt.
Am 16. April 1985 vereinbarten die NASA und die kanadische Raumfahrtorganisation Kooperationen beim Bau einer Weltraumstation.
1986 wurde Kanada beim Bau der Raumstation Freedom dann vollständig integriert; ein Projekt das so nie realisiert wurde.
Am 30. Januar 1989 startete Black Brant 10, eine dreistufige Höhenforschungsrakete, die von Bristol Aerospace für einen 15-minütigen suborbitalen Forschungsflug gebaut wurde.
Am 1. März 1989 wurde die heutige kanadische Raumfahrtbehörde Canadian Space Agency gegründet und nahm am 14. Dezember 1990 offiziell ihren Dienst auf.
Am 31. März 1989 wurden die Kooperationsverträge zwischen der CSA/ASC und Europa auf weitere zehn Jahre verlängert.
1989 war die CSA/ASC am europäischen Forschungs- und Kommunikationssatelliten Olympus beteiligt.
Am 26. Januar 1990 wurden Ausschreibungen in einem Volumen von 146 Millionen Can-$ an die SPAR Aerospace vergeben, die mit dem Bau der Radardat-Satelliten beauftragt wurde. Die CSA/ASC ist am US-amerikanischen FUSE Weltraumteleskop für Ultraviolettastronomie beteiligt und investierte 15 Millionen Dollar für optische Subsysteme. Ein weiterer Vertrag für den Bau der Radarsat Satelliten folgte am 22. Juni 1991 in einer Höhe von 230 Millionen Can-$.
Am 26. September startete der Kommunikationssatellit Anik E1.
Am 4. November 1995 wurde der erste kanadische Erdbeobachtungssatellit Radarsat-1 in den Weltraum gestartet und nahm seinen operativen Betrieb auf.
Am 10. Juli 1996 unterzeichneten in Ottawa der Industrieminister von Kanada John Manley und der ESA-Generaldirektor Jean-Marie Luton zwei Kooperationsvereinbarungen für das General Support Technology Programme (GSTP) und das Advanced Research in Telecommunications Systems Programme (ARTES). Am 15. Oktober 1996 wurde zudem eine Vereinbarung zwischen der kanadischen CSA/ASC und der indischen ISRO unterzeichnet.
Am 12. März 1999 wurde der neu entwickelte 17 Meter lange Canadarm2 für die Internationale Raumstation (ISS) fertiggestellt und an die CSA/ASC übergeben. Zwei Monate später wurde dieser verschifft und zum Kennedy Space Center in Florida transportiert. Dort erfolgten die Belastungstests. Der Canadarm2 startete im April 2001 mit der Mission STS-100.

### 2000 bis 2010
Am 26. Februar 2000 wurde eine vierstufige Black Brant-12 Rakete mit Forschungsinstrumenten vom NASA Raketenstartplatz in Fairbanks, Alaska gestartet.
Am 14.–17. Mai 2000 fand der achte Canadian Microgravity Conference in Vancouver statt.
Am 20. Oktober 2000 trat die Raumfahrtbehörde in das internationale Gemeinschaftsprojekt der European Space Agency und der French Space Agency(CNES) in „Space and Major Disasters“ bei.
Am 8. März 2001 wird das erste kanadische Forschungsprojekt an Bord der Mission STS-102 mit dem Namen H-Reflex durchgeführt.
Am 1. März 2002 startet der Satellit Envisat. An diesem Projekt beteiligen sich neben der kanadischen Raumfahrtagentur achtzehn weitere Länder.
Am 5. Juni 2002 wurde das Mobile Base System für die Internationale Raumstation mit der Raumfähre Endeavour gestartet.
Am 16. Januar 2003 starteten zwei kanadische Forschungsprojekte an Bord der Mission STS-107 unter dem Namen OSTEO-2.
Am 30. Juni 2003 startete das erste kanadische Weltraumteleskop MOST. Am 12. August folgte der Forschungssatellit SciSat 1.
Am 8. Oktober 2003 wurde die Beteiligung am europäischen Galileo-Programm bekanntgegeben, am 26. September 2005 die Beteiligung am James Webb Space Telescope.
Am 4. August 2007 startete der Phoenix Mars Lander der NASA. Die kanadische Raumfahrtbehörde beteiligte sich an der Mission und lieferte meteorologische Instrumente.
Am 14. Dezember 2007 wurde der kanadische Erdbeobachtungssatellit Radarsat-2 in die Umlaufbahn gebracht.

## Ziele
Im Canadian Space Agency Act von 1990 sind folgende Ziele angegeben:

„To promote the peaceful use and development of space, to advance the knowledge of space through science and to ensure that space science and technology provide social and economic benefits for Canadians.“

„Um die friedliche Nutzung und die Erschließung des Weltraums zu fördern, um das Wissen über den Weltraum durch die Wissenschaft voranzubringen und um sicherzustellen, dass Weltraumforschung und -technologie soziale und wirtschaftliche Vorteile für Kanadier bringen.“

## Standorte
Der Hauptsitz John H. Chapman Space Centre befindet sich in Longueuil, einem Vorort von Montreal. Ein weiterer Standort der Canadian Space Agency befindet sich in Shirleys Bay bei Ottawa. Dort befindet sich seit 1972 das David Florida Laboratory (DFL). An diesem Standort werden Satelliten und Raketen sowie Bauteile konstruiert und verschiedenen Belastungstests unterzogen, um sie auf die Weltraumtauglichkeit zu überprüfen. Benannt wurde das Gebäude nach dem kanadischen Weltraumforscher David Florida, der 1971 verstorben ist. Ein weiterer Standort befindet sich in Saskatoon, dort befindet sich die größte Forschungseinrichtung und eine Satellitenfunkstelle. In Timmins befindet sich die Timmins Stratospheric Balloon Base. Außerdem betreibt die CSA/ASC einen Raketenstartplatz für suborbitale Flüge in Fort Churchill. Neben diesen Standorten unterhält die Canadian Space Agency kleinere Büros in Washington, D.C., in Houston, am Kennedy Space Center sowie in Paris.
Die Behörde nutzt die Raketenstartplätze ihrer Kooperationspartnern. Dazu gehören das Kosmodrom Baikonur in Kasachstan, die Vandenberg Air Force Base sowie im Cape Canaveral in den USA, das Kosmodrom Plessezk in Russland und der Yoshinobu Launch Complex in Japan.

## Präsidenten

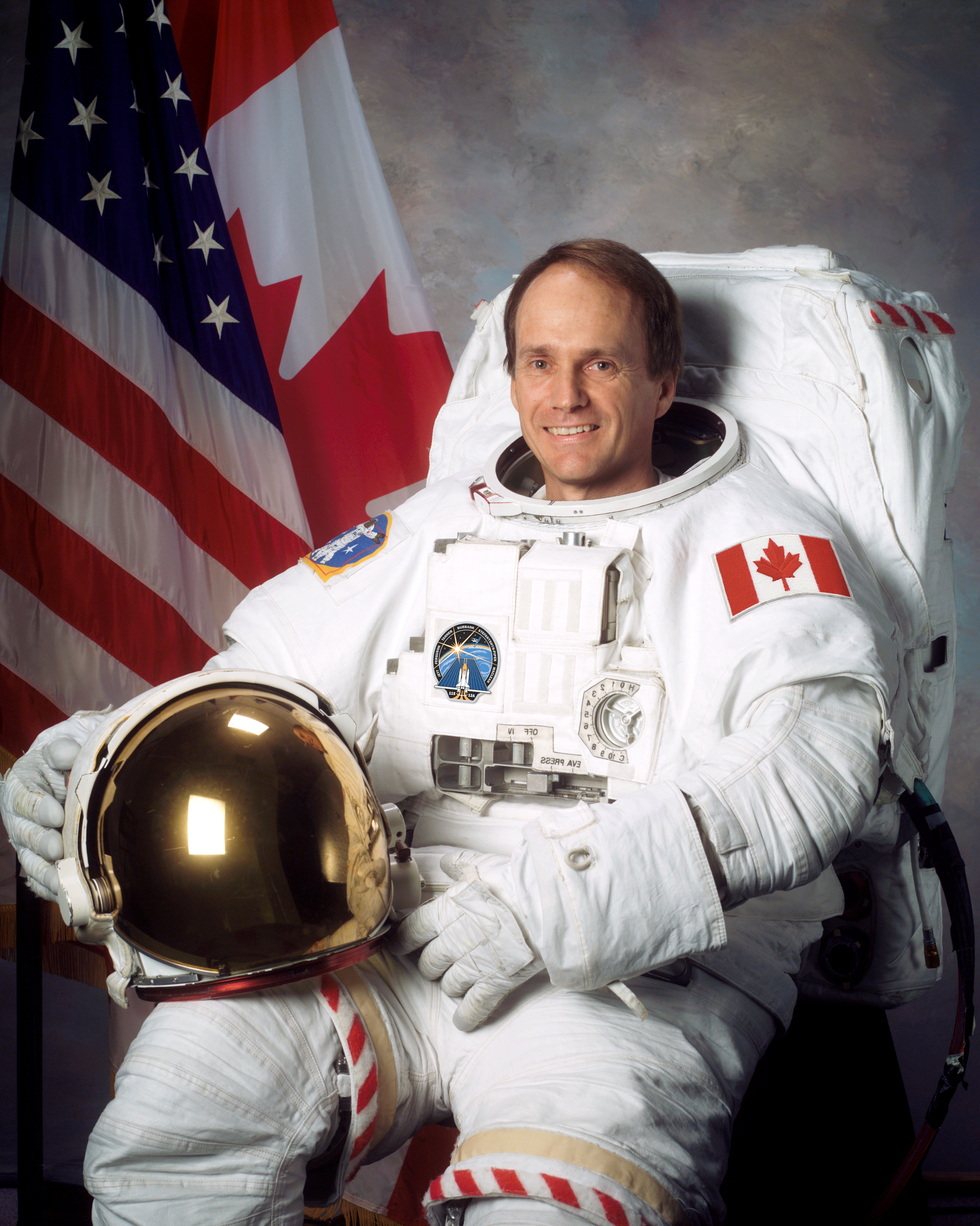
Astronaut Steve MacLean, Präsident der CSA 2008–2013

- 1. März 1989 – 1992: Larkin Kerwin
- 4. Mai 1992 – 15. Juli 1994: Roland Doré
- 21. November 1994 – 22. November 2001: William MacDonald (Mac) Evans
- 22. November 2001 – 28. November 2005: Marc Garneau
- 12. April 2007 – 1. Januar 2008: Larry J. Boisvert
- 1. Januar 2008 – 2. September 2008: Guy Bujold
- 2. September 2008 – 1. Februar 2013: Steve MacLean
- 6. August 2013 – 3. November 2014: Walter John Natynczyk[7][8]
- 6. März 2015 – September 2020: Sylvain Laporte
- seit September 2020: Lisa Campbell

## Kooperationen
Die Canadian Space Agency kooperiert eng mit verschiedenen Raumfahrtagenturen wie z. B. der NASA, ESA, JAXA, ISRO. Am 1. Januar 1979 wurde Kanada assoziiertes Mitglied der ESA als kooperierendes außereuropäisches Land. Im Jahr 2009 waren 30 kanadische Spezialisten dauerhaft bei der ESA beschäftigt.

## Raumflüge von CSA-Astronauten
| Name                | Raumschiff | Mission       | Gestartet         | International Space Station (ISS) | Beschreibung/Besonderheit                                              |
| ------------------- | ---------- | ------------- | ----------------- | --------------------------------- | ---------------------------------------------------------------------- |
| Marc Garneau        | Challenger | STS-41-G      | 5. Oktober 1984   |                                   | Erster Kanadier im Weltraum.                                           |
| Roberta Bondar      | Discovery  | STS-42        | 22. Januar 1992   |                                   | Erste Kanadierin im Weltraum.                                          |
| Steven McLean       | Columbia   | STS-52        | 22. Oktober 1992  |                                   |                                                                        |
| Chris Hadfield      | Atlantis   | STS-74        | 12. November 1995 |                                   | Aufenthalt auf der Mir                                                 |
| Marc Garneau        | Endeavour  | STS-77        | 19. Mai 1996      |                                   | 2. Aufenthalt im Weltraum.                                             |
| Robert Thirsk       | Columbia   | STS-78        | 20. Juni 1996     |                                   |                                                                        |
| Bjarni Tryggvason   | Discovery  | STS-85        | 7. August 1997    |                                   |                                                                        |
| Dafydd Williams     | Columbia   | STS-90        | 17. April 1998    |                                   |                                                                        |
| Julie Payette       | Discovery  | STS-96        | 27. Mai 1999      |                                   | Erster Aufenthalt eines Kanadiers auf der ISS                          |
| Marc Garneau        | Endeavour  | STS-97        | 30. November 2000 |                                   | 3. Weltraumflug/Aufenthalt auf der ISS                                 |
| Chris Hadfield      | Endeavour  | STS-100       | 19. April 2001    |                                   | 2. Weltraumflug/Aufenthalt auf der ISS/Außenbordaktivität              |
| Steven MacLean      | Atlantis   | STS-115       | 9. September 2006 |                                   | 2. Weltraumflug/Außenbordaktivität/ISS-Aufenthalt                      |
| Dafydd Williams     | Endeavour  | STS-118       | 27. August 2007   |                                   | 2. Weltraumflug/Außenbordaktivität/ISS-Aufenthalt                      |
| Robert Thirsk       | Sojus      | Sojus TMA-15  | 27. Mai 2009      | Expedition 20/21                  | Flug mit russischem Raumschiff, Daueraufenthalt ISS                    |
| Julie Payette       | Endeavour  | STS-127       | 15. Juli 2009     |                                   | Forschungsaufenthalt auf der ISS                                       |
| Chris Hadfield      | Sojus      | Sojus TMA-07M | 19. Dezember 2012 | Expedition 34/35                  | Erster kanadischer Kommandant der ISS Forschungsaufenthalt auf der ISS |
| David Saint-Jacques | Sojus      | Sojus MS-11   | 20. Dezember 2018 | Expedition 58/59                  |                                                                        |

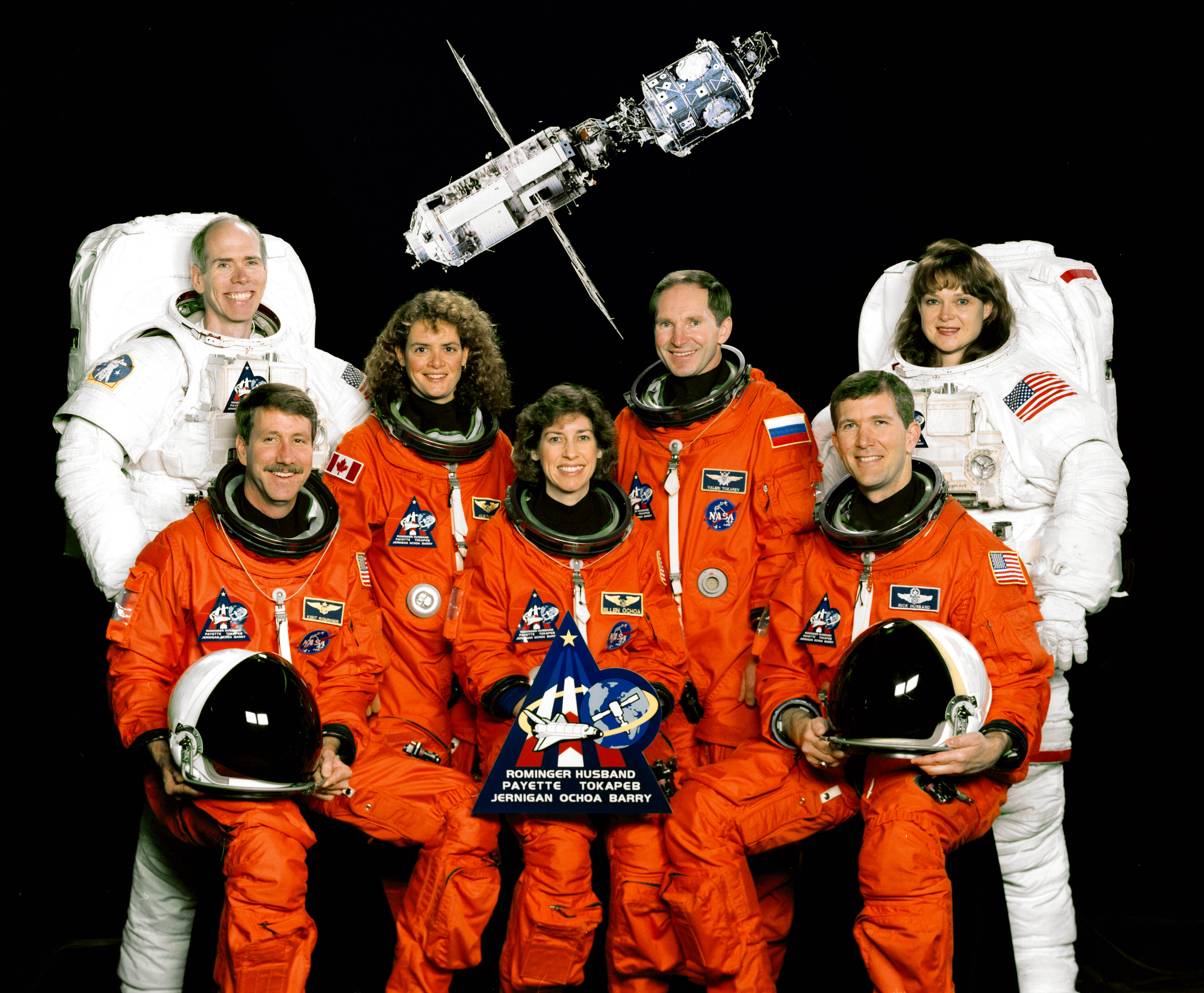
Julie Payette als erste kanadische Astronautin auf dem Weg zur ISS (hinten, zweite von links)

Ken Money und Michael John McKay wurden als Raumfahrer ausgebildet, kamen aber nicht zum Einsatz. Jeremy Hansen ist für den Mondflug Artemis 2 eingeteilt. Am 1. Juli 2017 wurden Joshua Kutryk und Jennifer Sidey-Gibbons als neue Astronautenanwärter vorgestellt.

## Kanadische Satelliten

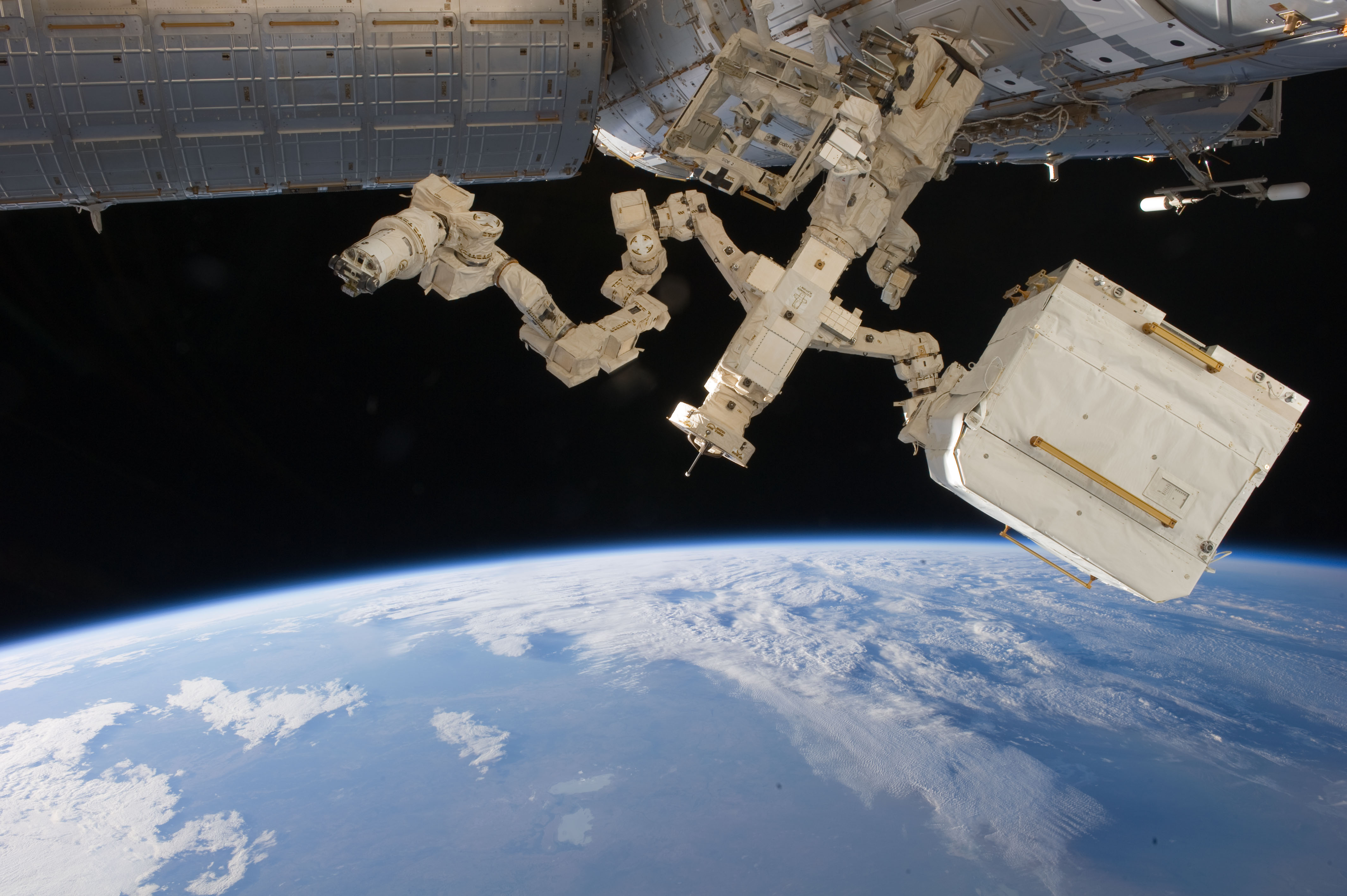
Dextre-Greifarm an der ISS

Folgende Satelliten wurden/werden von der Canadian Space Agency betrieben:
| Satellit               | Gestartet          | Betrieb bis   | Aufgabe/Aktivität                       |
| ---------------------- | ------------------ | ------------- | --------------------------------------- |
| Alouette 1             | 29. September 1962 | 1972          | Forschung Ionosphäre                    |
| Alouette 2             | 29. November 1965  | 1975          | Forschung Ionosphäre                    |
| ISIS-I                 | 30. Januar 1969    | 1990          | Forschung Ionosphäre                    |
| ISIS-II                | 1. April 1971      | 1990          | Forschung Ionosphäre                    |
| Hermes                 | 17. Januar 1976    | 1979          | experimenteller Kommunikationssatellit  |
| Radarsat-1             | 4. November 1995   | 29. März 2013 | kommerzieller Erdbeobachtungssatellit   |
| MOST                   | 30. Juni 2003      | März 2019     | Weltraumteleskop                        |
| SciSat 1               | 12. August 2003    |               | Atmosphärenbeobachtung                  |
| Radarsat-2             | 14. Dezember 2007  |               | kommerzieller Erdbeobachtungssatellit   |
| NEOSSat                | 25. Februar 2013   |               | SSA-Teleskop                            |
| Cassiope               | 29. September 2013 |               | Forschungssatellit                      |
| BRITE-CA2              | 19. Juni 2014      |               | Weltraumteleskop                        |
| M3MSat                 | 22. Juni 2016      |               | Forschungs- und Erdbeobachtungssatellit |
| Radarsat Constellation | 12. Juni 2019      |               | Erdbeobachtungssatelliten               |

Neben diesen Satelliten befinden sich weitere kanadische Satelliten im Erdorbit. Das kanadische Telekommunikationsunternehmen Telesat Canada beispielsweise betreibt mehr als ein Dutzend Satelliten im Erdorbit. Weitere Satelliten werden von University of Toronto Institute for Aerospace Studies und dem DND betrieben.

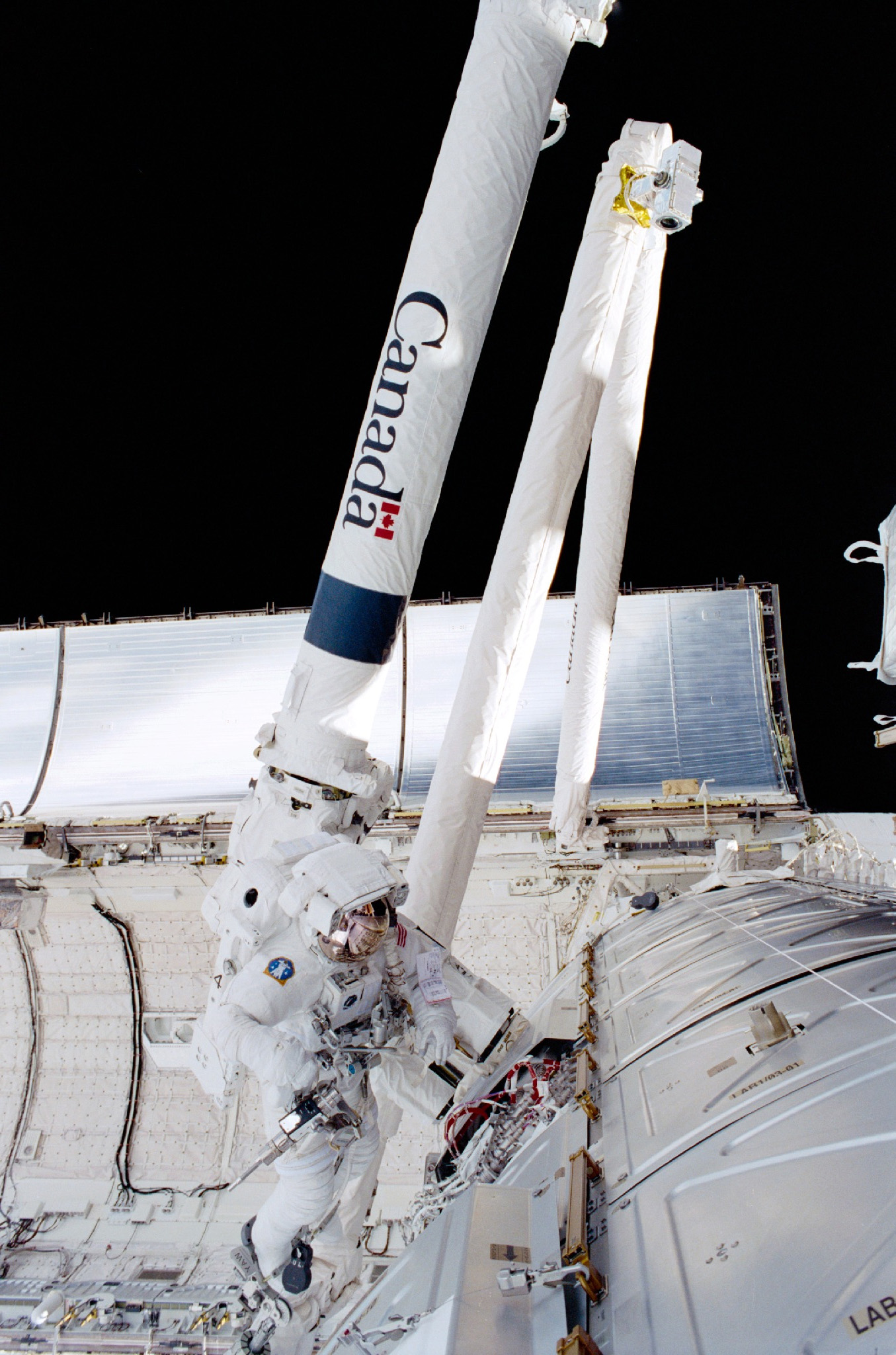
Installation des Canadarm2 an der ISS

### Beteiligungen an internationalen Projekten

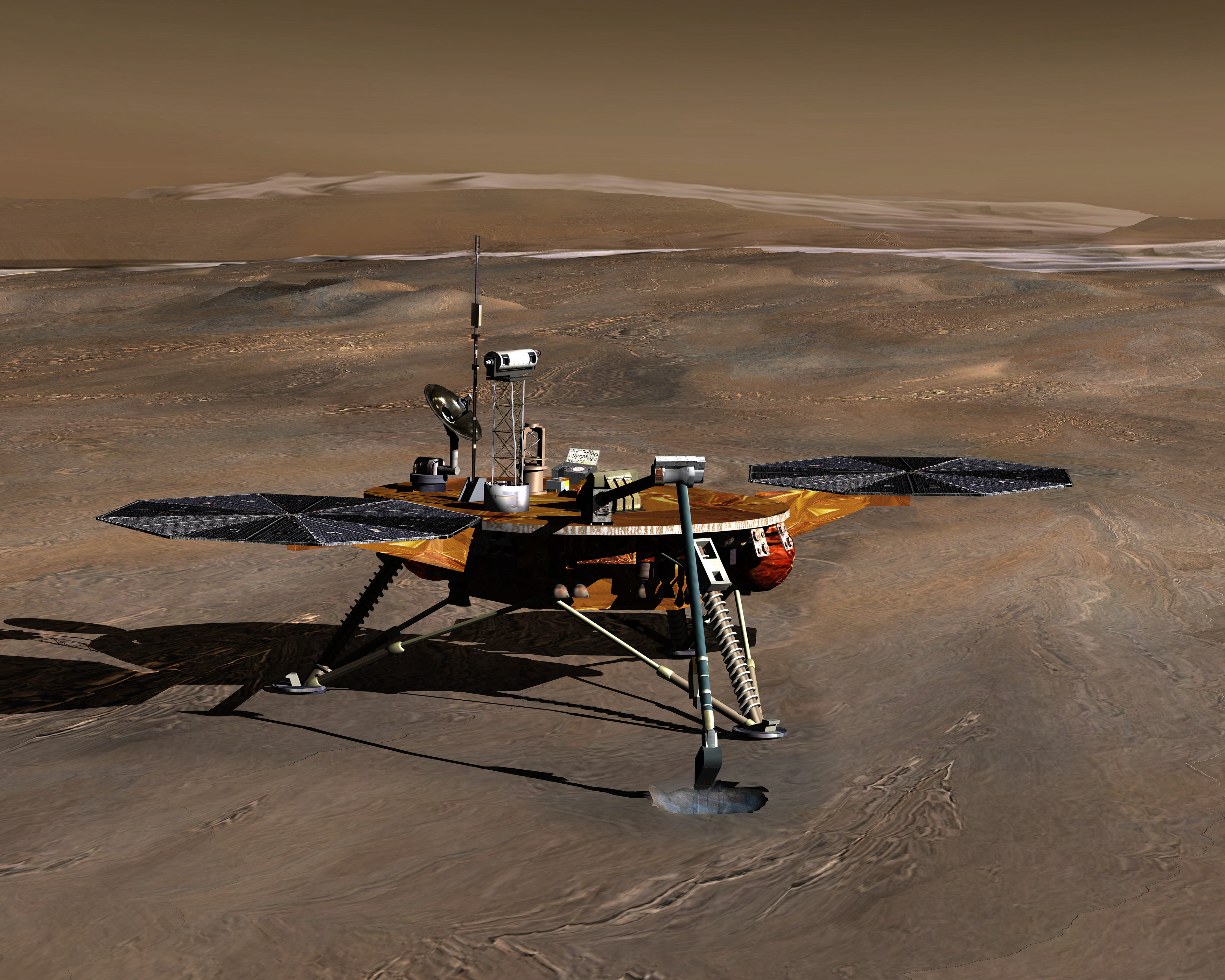
Kanadische Beteiligung am Phoenix Mars Lander

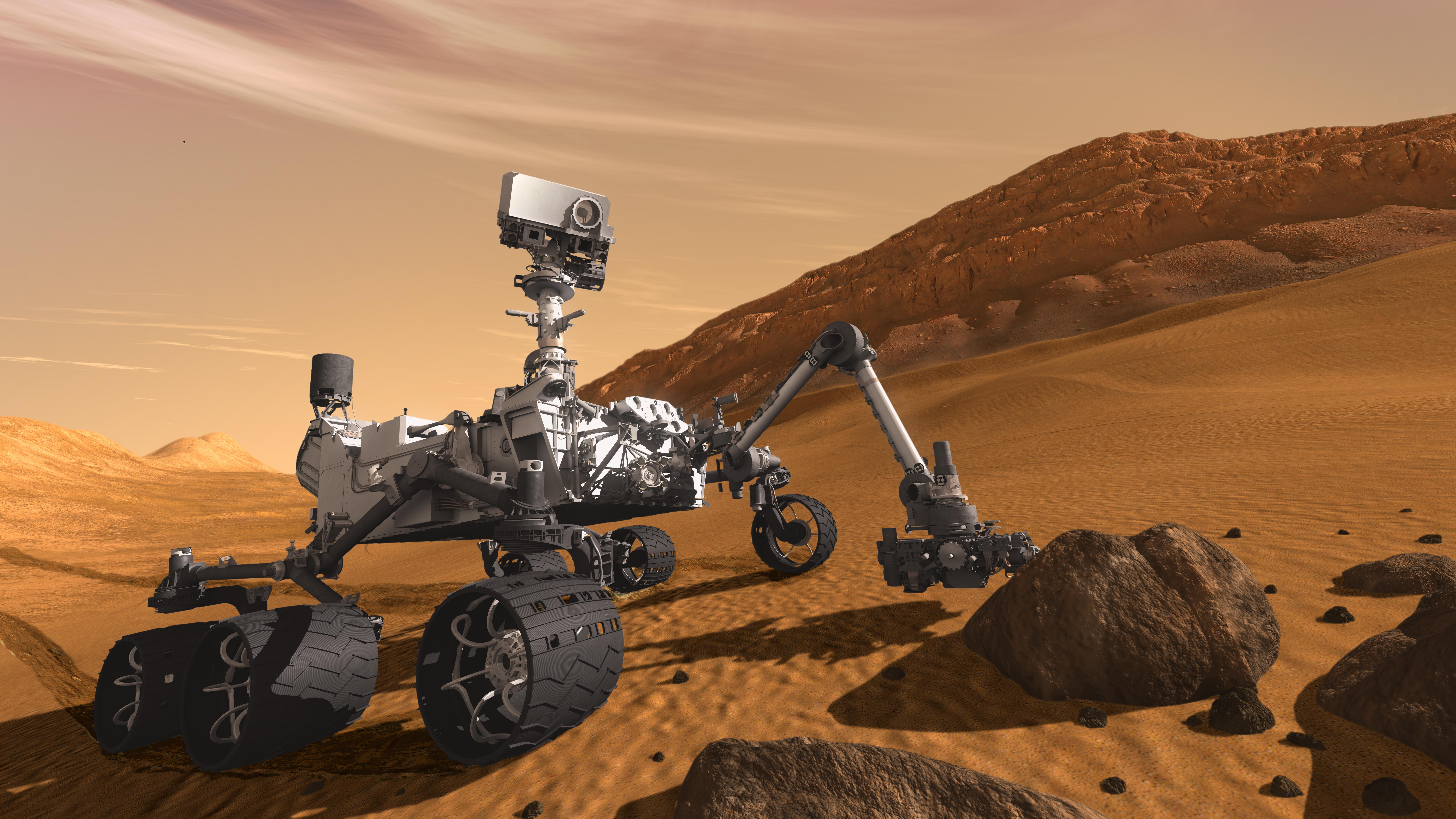
Kanadische Beteiligung am „Curiosity“ Mars Rover

Die Canadian Space Agency kooperiert in verschiedenen Bereichen mit anderen Weltraumagenturen. Des Weiteren sind die Kanadier am Betrieb der Internationalen Raumstation beteiligt. Der größte Beitrag ist dabei der als Canadarm2 bekannte Greifarm sowie Kommunikationssubsysteme der Internationalen Raumstation (ISS).
Folgende Erdbeobachtungssatelliten wurden mit kanadischen Instrumenten ausgestattet (Auszug):
- CloudSat (NASA)
- TERRA (NASA)
- Envisat (ESA)
- SMOS (ESA)
- Odin (Schweden)
- Hitomi

Weitere Raumfahrzeuge, die speziell der Weltraumforschung dienten, haben kanadische Instrumente an Bord:
- Herschel (ESA),
- Planck (ESA),
- Interball 2 (FSA/Roskosmos),
- Proba-2 (ESA),
- SMOS (ESA),
- Phoenix Mars Lander (NASA),
- FUSE (NASA),
- THEMIS (NASA),
- AKEBONO (JAXA)
- Nozomi (JAXA),
- Mars Science Laboratory (NASA)
- OSIRIS-REx (NASA)
- James-Webb-Weltraumteleskop (NASA/ESA/CSA)

## Forschungsmissionen
Auf der Internationalen Raumstation (ISS) führt die Raumfahrtbehörde Forschungsmissionen in vielen Bereichen der Naturwissenschaften sowie der neuen Technologien durch. Diese werden Teils durch die eigenen Astronauten betreut, und, wenn kein kanadischer Astronaut an Bord der Station ist, durch ihre amerikanischen, europäischen und japanischen Kollegen. Forschungsmissionen im naturwissenschaftlichen und technologischen Bereich werden für kanadische Universitäten und staatliche Forschungseinrichtungen wie dem National Research Council of Canada sowie privaten Luft- und Raumfahrtunternehmen wie u. a. MDA Space Missions durchgeführt.